# Lepidodexia uruhuasi
Lepidodexia uruhuasi är en tvåvingeart som först beskrevs av Townsend 1917.  Lepidodexia uruhuasi ingår i släktet Lepidodexia och familjen köttflugor.
Artens utbredningsområde är Peru. Inga underarter finns listade i Catalogue of Life.